# Walter Smetak
Anton Walter Smetak (Zurique, 12 de fevereiro de 1913 — Salvador, Bahia, 30 de maio de 1984) foi um músico, pesquisador e professor suíço, naturalizado brasileiro. Viveu no Brasil a partir de 1937. Violoncelista, compositor, escritor, escultor e inventor de instrumentos musicais, Smetak lecionou na Escola de Música da Universidade Federal da Bahia e influenciou toda uma geração de músicos brasileiros, dentre os quais Tom Zé, Gilberto Gil, Caetano Veloso e Marco Antônio Guimarães.

## Biografia
Filho de um casal checo que residia em Zurique, Smetak desde cedo teve contato com a música. Seu pai, exímio tocador de cítara, foi seu primeiro professor. Embora desejasse tocar piano, um acidente que tirou a coordenação de sua mão direita fez com que estudasse violoncelo. Formou-se no Mozarteum de Salzburgo e tornou-se concertista em 1934 no Conservatório de Viena, junto a Pablo Casals.
Em 1937 ele foi forçado a mudar-se para o Brasil, contratado por uma orquestra sinfônica de Porto Alegre. Descobriu apenas após sua chegada que a orquestra já não existia mais. Passou a viver em São Paulo e Rio de Janeiro, tocando em festas, cassinos, orquestras de rádio. Acompanhava cantores em gravações e chegou a tocar com Carmem Miranda.
Em 1957 mudou-se para Salvador, na Bahia, chamado por Hans Joachim Koellreuter, onde passou a ser pesquisador e professor na Universidade Federal da Bahia. Lá conheceu a teosofia e passou a realizar pesquisas sonoras. Os estudos teosóficos levaram-no a se tornar um membro da Eubiose. Construiu uma oficina onde criou instrumentos musicais com tubos de PVC, cabaças, isopor e outros materiais pouco usuais. Alguns dos instrumentos não têm utilidade puramente musical. São esculturas influenciadas por sua forma mística de encarar a música e as formas. Ao longo de sua permanência na UFBa, o músico construiu cerca de 150 destes instrumentos, os quais chamou de "plásticas sonoras". Além disso atuou como violoncelista na Orquestra Sinfônica da Universidade Federal da Bahia e lecionou som e acústica.
Também foi escultor e escritor. Participou em 1967 da I Bienal de Artes Plásticas de Salvador. Escreveu mais de 30 livros, três peças teatrais.
Naturalizou-se brasileiro em 1968.
A partir de 1969, sua oficina passou a ser freqüentada por Gilberto Gil, Rogério Duarte e Tuzé de Abreu. Além deles, também foram seus alunos Tom Zé, Gereba, Djalma Corrêa, Tuzé de Abreu, Carlos Pita e Marco Antônio Guimarães. Para executar seus instrumentos, criou, com os alunos da Universidade o "Grupo de Mendigos" que realizou apresentações na Bahia e em São Paulo. 
Em 1972, Caetano Veloso citou Smetak na canção "Épico": "Smetak, Smetak & Musak & Smetak & Musak & Smetak & Musak & Razão".
Faleceu no dia 30 de maio de 1984 em Salvador. Suas "plásticas sonoras" encontram-se em exposição na Biblioteca Reitor Macedo Costa, no Campus de Ondina, Salvador.

## Música
Smetak foi muito influenciado pela mística esotérica. Acreditava que a música microtonal era superior à tonal e construiu ou adaptou muitos instrumentos para a execução desse tipo de música. Em sua oficina, tocava com seus alunos suas próprias composições e fazia improvisações microtonais. Seus alunos o chamavam carinhosamente de "Tak Tak" em referência à sua musicalidade. 
Com sua excentricidade musical, angariou admiradores entre os músicos eruditos e populares. Os artistas do Tropicalismo sempre o consideraram uma de suas mais fortes influências. Marco Antônio Guimarães, um de seus alunos, também violoncelista, foi um de seus seguidores mais fiéis. Em Belo Horizonte criou uma oficina instrumental nos moldes da de Smetak e fundou o grupo Uakti. 
Nos últimos dez anos de sua vida deixou de escrever partituras de suas composições, preferindo a improvisação em grupo com seus instrumentos. Deixou uma série de gravações dessas seções de improviso.
Gravou dois LPs: Smetak (1975), pela Philips, com produção de Caetano Veloso e Roberto Santana; e, com um conjunto de microtons, Interregno (1980), patrocinado pela Fundação Cultural do Estado da Bahia